# Czermna (wieś)
Czermna – wieś w Polsce położona w województwie małopolskim, w powiecie tarnowskim, w gminie Szerzyny.

## Położenie i ukształtowanie terenu
W latach 1954–1972 wieś należała i była siedzibą władz gromady Czermna. W latach 1975–1998 miejscowość administracyjnie należała do województwa tarnowskiego. W latach 1999–2002 wraz z całą gminą Szerzyny Czermna wchodziła w skład powiatu jasielskiego w województwie podkarpackim.
Czermna położona jest we wschodniej części Gminy Szerzyny, u zachodniego podnóża wzniesienia Góry Liwocz (562 m) w głównym grzbiecie Pogórza Ciężkowickiego, po południowej stronie Pasma Brzanki, w dolinie potoku Czermianka. Czermna graniczy od zachodu z Szerzynami, od płn. zachodu ze Swoszową, a od wschodu i północy z Gminami Brzostek, Jodłowa i Skołyszyn.
Rzeźba terenu na obszarze sołectwa Czermna jest zróżnicowana. Południowa część obszaru posiada charakter dolin niewielkich cieków (zlewnia Ropy) o wysokości 200–250 m. Tereny północnej części obszaru mają charakter podgórski, gdzie wysokość nad poziom morza dochodzi do 500 m. Wzniesienia odznaczają się przeważnie łagodnymi grzbietami i spadzistymi stokami pociętymi licznymi debrami i parowami o stromych, urwistych brzegach. Sąsiednie, najwyżej położone obszary leżą w paśmie Brzanki (450–534 m). Najwyższym wzniesieniem całego obszaru jest Brzanka (Dobratyń) – 534 m.
Najbliższe miasta
Biecz (15 km), Ciężkowice (30 km), Jasło (25 km), Pilzno (30 km), Tarnów (40 km), Tuchów(35 km).

## Części wsi
| SIMC    | Nazwa      | Rodzaj    |
| ------- | ---------- | --------- |
| 0832249 | Góry       | część wsi |
| 0832255 | Nadole     | część wsi |
| 0832261 | Nagórze    | część wsi |
| 0832278 | Okole      | część wsi |
| 0832284 | Pasterniki | część wsi |
| 0832290 | Przydole   | część wsi |
| 0832309 | Srokowiec  | część wsi |
| 0832315 | Wola       | część wsi |
| 0832321 | Zakobyle   | część wsi |

## Historia
Wieś po raz pierwszy była wzmiankowana w dokumentach w 1353 roku jako darowizna króla Kazimierza Wielkiego na rzecz Piotra z Klecia i jego braci. W roku 1360 została przeniesiona na prawo magdeburskie. Po ojcu kolejnym właścicielem wsi był Dymitr z Goraja. Prawdopodobnie Gorajscy ufundowali w 2. połowie XIV wieku parafię w Czermnej, po raz pierwszy wzmiankowaną w dokumentach w 1512 roku.
Pierwsza nazwa wsi w oryginalnym zapisie brzmiała „Villam Czyrmna” i pochodzi z 1353 roku. Inne nazwy to: Czirmna, Cyrno, Czermno, Czermina. Wieś została jednak wzmiankowana w 1383 roku jako Rufa Aqua (czerwona woda) i w 1398 jako Czirmna alias Ruffa Aqua, co de facto wyprowadza nazwę ze staro-cerkiewno-słowiańskiego чрьмьнъ przez staroukraińskie чьрмьнъ (polskie czerwień), pomimo że jest ona położona daleko na zachód od dawnej granicy językowej.
18 listopada 1914 roku do Czermnej wkroczyły wojska rosyjskie. Kilku młodych mężczyzn wstąpiło do legionów polskich i wzięło udział w walkach przeciwko Rosjanom. 5 maja 1915 roku po krótkich potyczkach Czermna wróciła pod władzę Austriaków. Ważnym dla wioski wydarzeniem było odzyskanie przez Polskę niepodległości 11 listopada 1918 roku. Okres międzywojenny był czasem znacznego rozwoju Czermnej. Zaliczano ją do wsi postępowych pod względem przemysłowym, gospodarczym i kulturalnym. Rozwój ten przerwała II wojna światowa. Niemcy wkroczyli do Czermnej 8 września 1939 roku wieczorem. Mieszkańcom zostały narzucone kontyngenty – obowiązkowe dostawy zboża, mleka, mięsa, za które władze okupacyjne wypłacały alkoholem. Rozpoczęto łapanki mężczyzn na przymusowe roboty do Rzeszy. Do getta w Bieczu wywieziono Żydów z 7 rodzin mieszkających w Czermnej.
W Czermnej znajduje się zabytkowy drewniany kościół pw. św. Marcina, wybudowany w 1520 roku, w XVIII wieku powiększony o wieżę i kaplicę i przebudowany na trójnawowy. W ołtarzu głównym kościoła znajdował się otoczony kultem obraz Matki Bożej Pocieszenia (koronowany w 2011 roku), przeniesiony w 2000 roku do nowo wybudowanego kościoła – Sanktuarium Matki Bożej Pocieszenia.
We wsi działa jednostka ochotniczej straży pożarnej oraz Stowarzyszenie Kulturalno-Sportowe „Liwocz” Szerzyny Klub Piłki Nożnej.

## Zabytki
Obiekty wpisane do rejestru zabytków nieruchomych województwa małopolskiego.
- Kościół pomocniczy pw. św. Marcina Biskupa;
- kapliczka pw. Matki Boskiej z Dzieciątkiem;
- kapliczka pw. NMP Niepokalanie Poczętej.

Inne
- Zespół kościelny parafii rzymskokatolickiej przy sanktuarium Matki Boskiej Pocieszenia. Pierwotny kościół pw. Marcina Biskupa erygowany był w 1312 r.; obecny został zbudowany w 1520 r., poświęcony w 1537 r. Stary kościół jest drewniany, konstrukcji zrębowej, z wieżą konstrukcji słupowej, kryty blachą, 3-nawowy, halowy z pozornym sklepieniem. Kościół był wielokrotnie przebudowywany, w XVIII w. otrzymał barokową wieżę, ściany pokryto polichromią, dobudowano drewnianą kaplicę Serca Jezusowego. W 1954 r. Kościół otrzymał przywilej sanktuarium maryjnego.
W skład zespołu kościelnego wchodzą: kościół drewniany, dzwonnica murowana z XVIII/XIX w., dawny cmentarz przykościelny wraz z kamiennym ogrodzeniem, czterema kapliczkami i bramką, rosnąca poza ogrodzeniem pozostałość starodrzewu dębu, w skład którego wchodzi m.in. pomnik przyrody – dąb szypułkowy, wiek ok. 110 lat. Obok starego kościoła wybudowano nowy, konsekrowany w 2000 r. – Sanktuarium Matki Bożej Pocieszenia ze słynnym XVI-wiecznym łaskami słynącym obrazem Matki Bożej Pocieszenia, koronowanym w 2011 r. Pierwsze zapiski dotyczące obrazu – kopii obrazu z kościoła w Rzymie – pochodzą z 1654 r. Niedaleko kościołów położone są dwa cmentarze parafialne.
- Zespół dworsko-parkowy w przysiółku Załęże (Sarysz). W 1851 r. był dużych rozmiarów folwark z parkiem, stawem i zielenią wzdłuż alei; obecnie w skład zespołu wchodzi park krajobrazowy i zabudowa folwarczna: budynki spichlerza i stajni, starodrzew oraz ślady pierwotnej kompozycji parkowej zieleni i ciągów komunikacyjnych, układ topograficzny terenu i aleja dojazdowa. Dwór nie zachował się; na tym obszarze znajduje się budynek leśniczówki z lat 60. XIX w.
- Miejsce po dawnym folwarku „Na Górze”. Teren położony w górnej części Czermnej, ostatnim właścicielem folwarku byli F. M. Gadzałowie. Drewniany dwór spłonął, dawne zabudowania nie zachowały się, pozostał jedynie szpaler starych drzew rosnących wzdłuż drogi oraz relikty stawów.
- Legendarny Rysowany Kamień. Na szlaku turystycznym z Brzanki do Liwocza, znajduje się okazały kamień zbudowany z piaskowca ciężkowickiego, ze śladami pazurów[4].
- Pomnik poległych żołnierzy I Pułku Strzelców Podhalańskich AK i ofiar pacyfikacji. Pacyfikację przeprowadzili żołnierze Wehrmachtu oraz frontowych oddziałów SS 24 grudnia 1944 r. w ramach odwetu za działalność partyzancką. Podczas pacyfikacji zginęli: Filipiak Edward ps. „Łoś”, Janiga Andrzej, Janiga Apolonia, Janiga Franciszek, Janiga Władysław, Kaczka Wojciech, Kozak Ignacy i Wierzgacz Andrzej[13].

## Galeria zdjęć

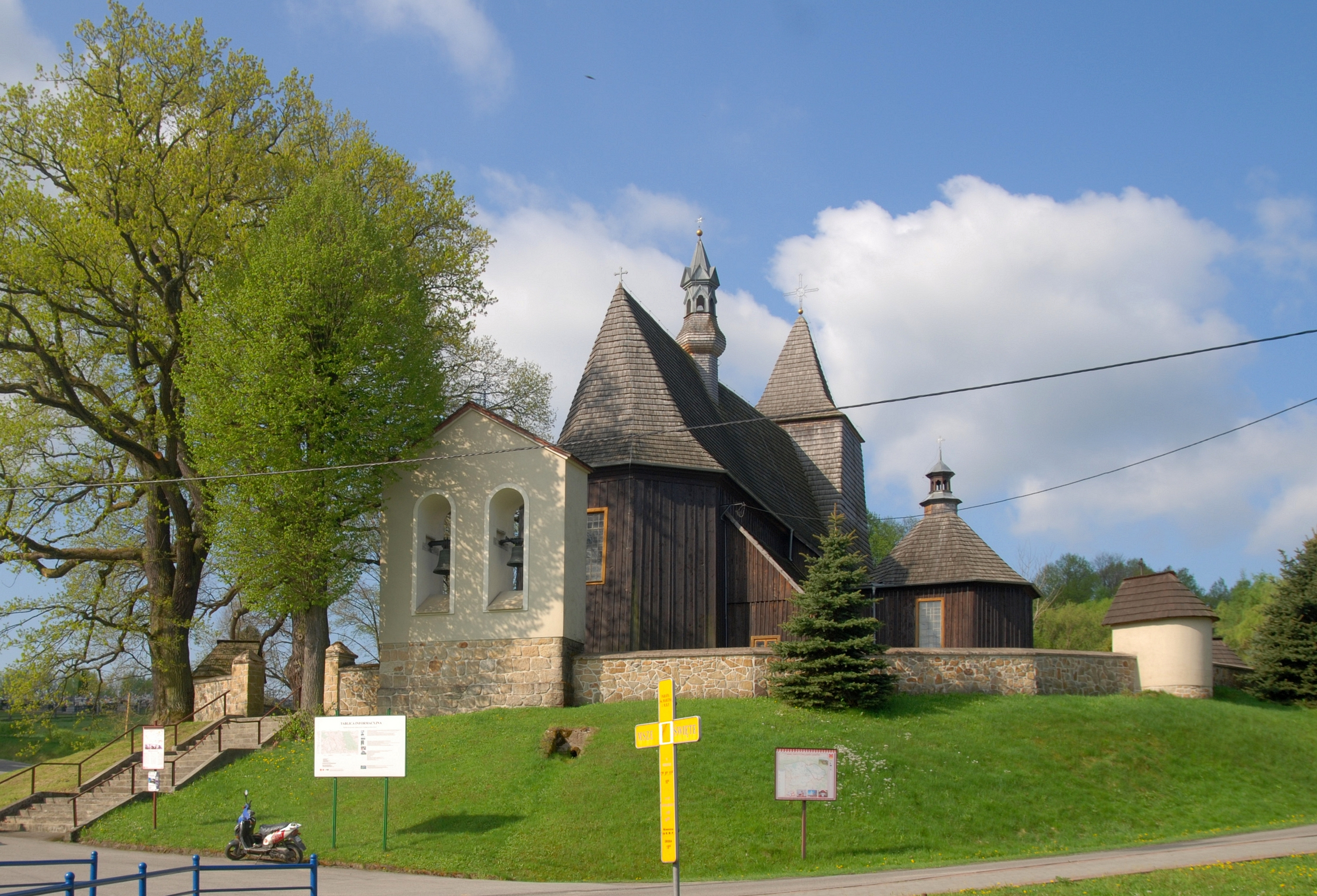
Kościół pw. św. Marcina Biskupa
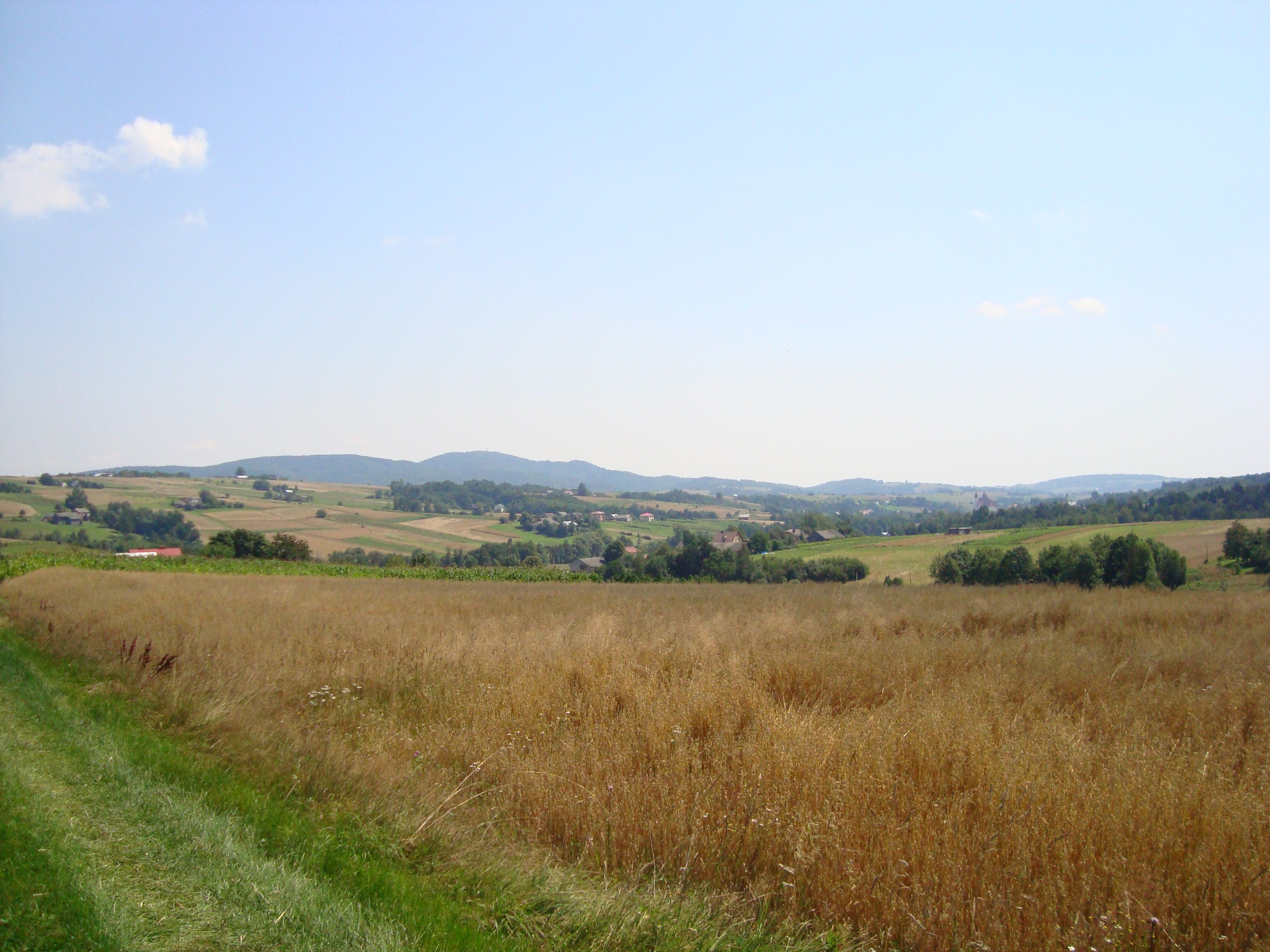
Czermna – widok na Liwocz
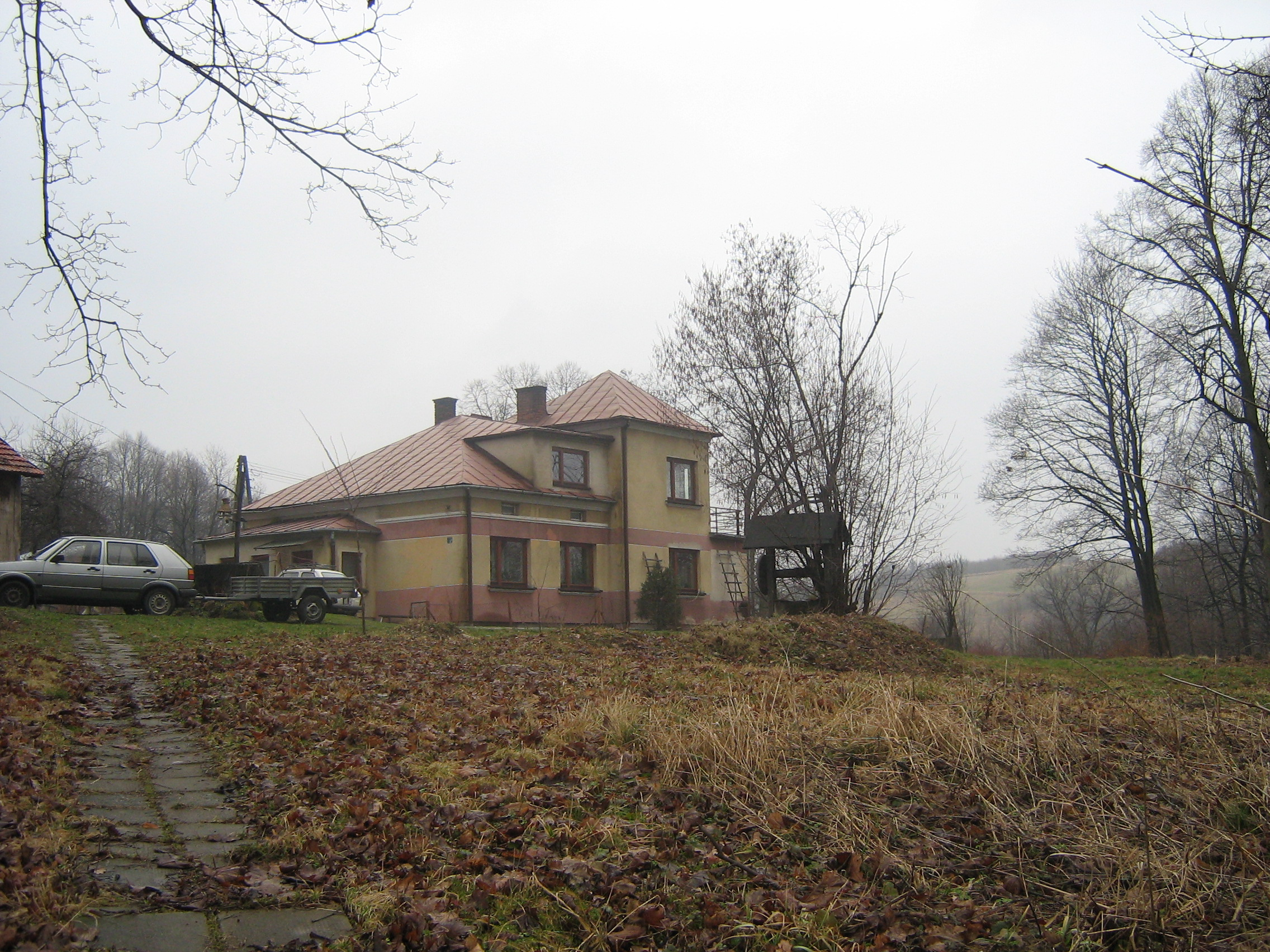
Pozostałości dworu

## Osoby związane z miejscowością
- Józef Przerwa-Tetmajer – matematyk, poeta, uczestnik powstania listopadowego, działacz patriotyczny, przyjaciel Seweryna Goszczyńskiego.